# Aloe procera
Aloe procera är en grästrädsväxtart som beskrevs av Leslie Larry Charles Leach. Aloe procera ingår i släktet Aloe och familjen grästrädsväxter. Inga underarter finns listade i Catalogue of Life.